# پوستا (آیووا)
پوستا (به انگلیسی: Peosta) شهری در ایالت آیووا کشور ایالات متحده آمریکا است که جمعیت آن در سرشماری سال ۲۰۱۰ میلادی، ۱٬۳۷۷ نفر بوده‌است.